# NGC 6150
NGC 6150 é uma galáxia elíptica (E?) localizada na direcção da constelação de Hercules. Possui uma declinação de +40° 29' 20" e uma ascensão recta de 16 horas, 25 minutos e 49,9 segundos.
A galáxia NGC 6150 foi descoberta em 18 de Março de 1787 por William Herschel.